# Municipio de York (condado de Elkhart)
El municipio de York (en inglés: York Township) es un municipio ubicado en el condado de Elkhart en el estado estadounidense de Indiana. En el año 2010 tenía una población de 3728 habitantes y una densidad poblacional de 56,35 personas por km².

## Geografía
Según la Oficina del Censo de los Estados Unidos, tiene una superficie total de 66.16 km², de la cual 65.56 km² corresponden a tierra firme y (0.9%) 0.6 km² es agua.

## Demografía
Según el censo de 2010, había 3728 personas residiendo en el municipio de York. La densidad de población era de 56,35 hab./km². De los 3728 habitantes, el municipio de York estaba compuesto por el 95.68% blancos, el 0.7% eran afroamericanos, el 0.51% eran amerindios, el 0.59% eran asiáticos, el 0.05% eran isleños del Pacífico, el 0.89% eran de otras razas y el 1.58% pertenecían a dos o más razas. Del total de la población el 1.88% eran hispanos o latinos de cualquier raza.